# Vivida BKK

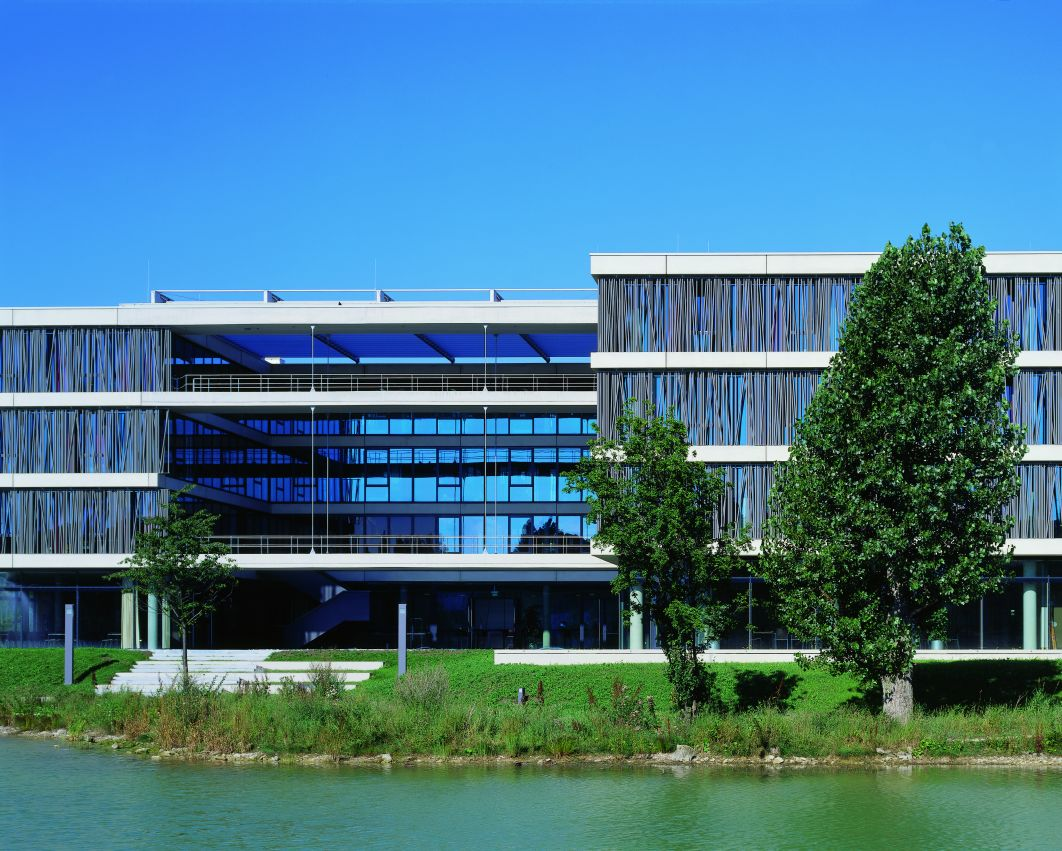
Vivida-Zentrale in Villingen-Schwenningen

Die Vivida BKK (Eigenschreibweise: vivida bkk) ist eine deutsche Krankenkasse aus der Gruppe der Betriebskrankenkassen mit Sitz in Villingen-Schwenningen. Als Träger der gesetzlichen Krankenversicherung ist sie eine Körperschaft des öffentlichen Rechts. Sie ist am 1. Januar 2021 aus der Fusion der Schwenninger Betriebskrankenkasse mit der Atlas BKK Ahlmann entstanden.

## Finanzen
Die Betriebskrankenkasse ist bundesweit tätig. Sie erhob von ihren Versicherten ab 1. Januar 2024 einen Zusatzbeitrag in Höhe von 1,7 Prozent. Zum 1. Juli 2024 erfolgte eine Erhöhung auf 2,49 Prozent; gestiegene Kosten im Bereich der Gesundheitsversorgung führen jedoch dazu, dass der Zusatzbeitrag zum 1. Januar 2025 mit 3,79 % nochmals stark ansteigt.

## Stiftung Die Gesundarbeiter – Zukunftsverantwortung Gesundheit
Die im Jahr 2012 von der Schwenninger Betriebskrankenkasse gegründete Stiftung Die Gesundarbeiter – Zukunftsverantwortung Gesundheit, die Projekte im Bereich Prävention und Gesundheitsvorsorge insbesondere bei Kindern und Jugendlichen fördert, wird von der Vivida BKK fortgeführt.